# Chase Schor-Haskin
Chase Schor-Haskin (Estados Unidos, 23 de mayo de 1999) es un jugador profesional estadounidense de rugby que se desempeña en la posición de wing derecho en Miami Sharks, equipo perteneciente a la liga Major League Rugby.

## Carrera
En 2021, Schor-Haskin se unió al equipo New Orleans Gold (2021-2022), después pasó a Rugby Football Club Los Angeles (2022-2023), luego a Miami Sharks, disputando su tercera temporada en la Major League Rugby.